# 弗米利恩堂区 (路易斯安那州)
弗米利恩堂區（英語：Vermillion Parish）是美國路易斯安那州西南部的一個堂區，南傍墨西哥灣。面積3,984平方公里。根據美國2000年人口普查，共有人口53,807人。治所阿布維爾 (Abbevile)。
成立於1844年3月25日，其名來自弗米利恩河和弗米利恩灣。